# Total Death
Total Death – szósta płyta norweskiego zespołu Darkthrone, wydana w 1996 roku.

## Lista utworów
Opracowano na podstawie materiału źródłowego.
| Nr | Tytuł utworu                            | Słowa          | Muzyka         | Długość |
| -- | --------------------------------------- | -------------- | -------------- | ------- |
| 1. | „Earth's Last Picture”                  | Garm           | Fenriz         | 5:12    |
| 2. | „Blackwinged”                           | Nocturno Culto | Nocturno Culto | 4:31    |
| 3. | „Gather for Attack on the Pearly Gates” | Nocturno Culto | Nocturno Culto | 4:53    |
| 4. | „Black Victory of Death”                | Ihsahn         | Fenriz         | 4:00    |
| 5. | „Majestic Desolate Eye”                 | Nocturno Culto | Nocturno Culto | 3:07    |
| 6. | „Blasphemer”                            | Aggressor      | Fenriz         | 4:01    |
| 7. | „Ravnajuv”                              | Nocturno Culto | Nocturno Culto | 4:20    |
| 8. | „The Serpents Harvest”                  | Satyr          | Fenriz         | 5:43    |
|    |                                         |                |                | 35:47   |

## Twórcy
Opracowano na podstawie materiału źródłowego.
- Gylve "Fenriz" Nagell - perkusja
- Ted "Nocturno Culto" Skjellum - śpiew, gitara, gitara basowa